# Fargo (Burkina Faso)
Pour les articles homonymes, voir Fargo.
Fargo est une localité située dans le département de Baraboulé dans la province du Soum de la région Sahel au Burkina Faso.

## Histoire
Fargo est érigé en village indépendant administrativement de Petalbaye vers 2005.

## Santé et éducation
Le centre de soins le plus proche de Fargo est le centre de santé et de promotion sociale (CSPS) de Baraboulé tandis que le centre médical avec antenne chirurgicale (CMA) se trouve à Djibo.
Le village ne possède pas d'école, les élèves devant aller à l'école sous paillote de Petalbaye.